# SM Investments
SM Investments Corporation (SMIC), auch bekannt als SM Group, ist ein philippinisches Konglomerat und eine Holding mit Unternehmen in den Bereichen Entwicklung und Management von Einkaufszentren, Einzelhandel, Immobilienentwicklung, Bankwesen und Tourismus und betreibt viele der größten Einkaufszentren der Welt wie die SM Mall of Asia in Pasay City. Mit der BDO Unibank kontrolliert die Gruppe auch die größte Geschäftsbank des Landes. SM Investments, ist über Beteiligungen auch in den Bereichen Logistik, Lebensmittel und Bergbau aktiv. Die Holding ist in die drei Segmente Immobilien (Property), Einzelhandel (Retail), sowie Finanzdienstleistungen und andere (Financial Services & Others) unterteilt, welche Dutzende Tochtergesellschaften kontrollieren. Das Unternehmen macht 2021 einen Umsatz von über acht Milliarden US-Dollar und war das wertvollste Unternehmen der Philippinen. Der Hauptsitz der Gruppe befindet sich in Pasay City in Metro Manila.
Im Jahr 1958 gründete der chinesischstämmige Henry Sy (1924–2019) sein erstes Unternehmen, ShoeMart (SM), ein kleines Schuhgeschäft in Carriedo, Manila. Zunächst konzentrierte er sich auf den Kauf großer Mengen von Schuhen aus den Vereinigten Staaten. Sein Geschäft expandierte, als er sein Schuhgeschäft in ein Kaufhaus umwandelte. 1960 wurde SM Investments als Holdinggesellschaft für die verschiedenen Geschäftsinteressen von Henry Sy gegründet. In den 1990er Jahren, als er SM Megamall eröffnete, waren seine Unternehmen an der philippinischen Börse notiert. Nach Sy's Tod ging die Kontrolle über die Gesellschaft auf seine sechs Kinder über.